# شنای ژاپنی

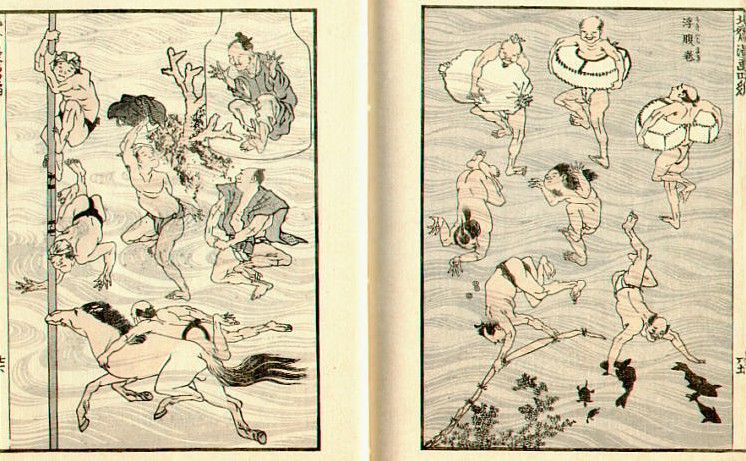

شنای ژاپنی (به ژاپنی: 日本泳法) یکی از انواع هنرهای رزمی ژاپن است. شنای ژاپنی احتمالاً ۴۰۰ سال قبل از شروع دوره ادو رواج داشته است و امروزه به عنوان یکی از رشته‌های شنا، توسط فدراسیون شنای ژاپن شناخته شده و ۱۳ روش آن به رسمیت شناخته می‌شود. ژاپنیان باستان در هنگام انجام این شنا معمولاً زره ژاپنی در تن داشته و برای دفاع از خود با استفاده از انواع روش‌ها مانند پای دوچرخه در داخل رودخانه و دریا به حالت شناور باقی مانده و به جنگ می‌پرداختند.